# Kritika čistog uma
Kritika čistog uma (njem. Kritik der reinen Vernunft) je filozofsko djelo njemačkog filozofa Immanuela Kanta, poznato i pod nazivom "prva kritika" ili samo "kritika". Djelo je objavljeno 1781. ali 1787. objavljena je ponovno kao eksplicitno i znatno dopunjeno izdanje. "Kritika čistog uma" je Kantovo najznačajnije djelo i ubraja se u filozofske klasike.
U "Kritici čistog uma" Kant predstavlja po prvi put svoj transcendentalni idealizam, teoriju koju on sam vidi kao ”kopernikanski obrat” u filozofskim raspravama između racionalizma i empirizma, idealizma i realizma. Ovaj izraz se odnosi na reakcije koje je astronom Nikola Kopernik izazvao sa svojom revolucionarnom teorijom o heliocentričnom sustavu. Kant u stvari s ”kopernikanskim obratom” misli da on, umjesto da se priključi jednom od tabora u raspravi: između racionalista (koji smatraju da put ka sa(znanju) ide prvenstveno kroz razum) i empirista (koji zastupaju stav da je iskustvo osnovni izvor spoznaje), treba posvetiti pozornost na "uvjete" znanja, tj. objasniti na koji način je naš um struktuiran, gdje su granice naših saznanja i pod kojim kategorijama sortiramo naše iskustvo.
Poslije "Kritike čistog uma" Kant objavljuje još dvije ”kritike”, tj. istraživanja, "Kritiku praktičkog uma", (1788.) i "Kritiku snage suda", (1790).